# Магнесс (Арканзас)
Магнесс (англ. Magness, Arkansas) — город, расположенный в округе Индепенденс (штат Арканзас, США) с населением в 191 человек по статистическим данным переписи 2000 года.

## География
По данным Бюро переписи населения США город Магнесс имеет общую площадь в 1,55 квадратных километров, водных ресурсов в черте населённого пункта не имеется.
Магнесс расположен на высоте 84 метров над уровнем моря.

## Демография
По данным переписи населения 2000 года в Магнессе проживал 191 человек, 55 семей, насчитывалось 82 домашних хозяйств и 91 жилой дом. Средняя плотность населения составляла около 127,3 человек на один квадратный километр. Расовый состав Магнесса по данным переписи распределился следующим образом: 98,95 % белых, 1,05 % — представителей смешанных рас. Испаноговорящие составили 0,52 % от всех жителей города.
Из 82 домашних хозяйств в 28,0 % — воспитывали детей в возрасте до 18 лет, 52,4 % представляли собой совместно проживающие супружеские пары, в 9,8 % семей женщины проживали без мужей, 32,9 % не имели семей. 29,3 % от общего числа семей на момент переписи жили самостоятельно, при этом 17,1 % составили одинокие пожилые люди в возрасте 65 лет и старше. Средний размер домашнего хозяйства составил 2,33 человек, а средний размер семьи — 2,89 человек.
Население города по возрастному диапазону по данным переписи 2000 года распределилось следующим образом: 24,6 % — жители младше 18 лет, 5,2 % — между 18 и 24 годами, 22,5 % — от 25 до 44 лет, 24,6 % — от 45 до 64 лет и 23,0 % — в возрасте 65 лет и старше. Средний возраст жителей составил 43 года. На каждые 100 женщин в Магнессе приходилось 91,0 мужчин, при этом на каждые сто женщин 18 лет и старше приходилось 94,6 мужчин также старше 18 лет.
Средний доход на одно домашнее хозяйство в городе составил 27 969 долларов США, а средний доход на одну семью — 35 000 долларов. При этом мужчины имели средний доход в 27 750 долларов США в год против 16 058 долларов среднегодового дохода у женщин. Доход на душу населения в городе составил 24 967 долларов в год. 14,3 % от всего числа семей в округе и 22,6 % от всей численности населения находилось на момент переписи населения за чертой бедности, при этом 23,1 % из них были моложе 18 лет и 32,7 % — в возрасте 65 лет и старше.